# 클로버컴퍼니
클로버컴퍼니(Clover Company)는 대한민국의 연예기획사이다.

## 소속 연예인
| - 한석규 - 남경주 - 김나연 - 안현호 - 박정환 - 권이수 - 심은하 - 최유화 - 정유민 |

## 과거 소속 연예인
- 이주승
- 이상희
- 장동윤
- 감우성
- 안다정
- 김지석
- 이채은
- 박예영
- 배명진
- 이한주
- 장소연
- 이엘리야
- 이재호
- 김리한
- 지소영
- 지상혁
- 한성용
- 박주희
- 류선영
- 이은형
- 서준영